# Nerine marcella
Nerine marcella är en ringmaskart som beskrevs av Williams 1851. Nerine marcella ingår i släktet Nerine och familjen Spionidae. Inga underarter finns listade i Catalogue of Life.